# Allium hindukuschense
Allium hindukuschense — вид рослин з родини амарилісових (Amaryllidaceae); поширений в Афганістані.

## Опис
Рослина має білуваті або блідо-рожеві листочки оцвітини й тичинки на 1/3–1/2 коротші від оцвітини.

## Поширення
Ендемік провінції Баміян, Афганістан.